# Xhevat Korça
Xhevat Korça (nevének ejtése d͡ʒɛvat kɔɾt͡ʃa; Görice, 1893. január 10. – Burrel, 1959. július 27.) albán politikus, pedagógus, történész. 1941-től 1943-ig Albánia oktatásügyi minisztere volt.

## Életútja
A délkelet-albániai Görice (ma Korça) városában született. A jó hírű janinai Zoszimaia gimnázium elvégzése után 1917-től a Bécsi Egyetem bölcsészkarának hallgatója volt, ahol Szkander bégről írt diplomamunkájának megvédésével 1922-ben szerezte meg történészi oklevelét. Hazatérését követően 1923-ban kinevezték az akkor megnyitott shkodrai gimnázium első igazgatójává. 1924-ben támogatta az Amet Zogu autokrata politikai stílusa ellen fellázadó júniusi forradalmat. Miután 1924 decemberében Zogu visszaszerezte és megszilárdította a hatalmát, Korça elhagyta az országot, és a következő négy évben belgrádi emigrációban élt, Henrik Barić irányítása alatt a Belgrádi Egyetemen tartott albán nyelvi kurzusokat. Időközben Zogu ügynökei két alkalommal is merényletet kíséreltek meg ellene, így Korça 1928-ban Ausztriába települt át, ahol rövid bécsi kitérő után Grazban lakott egészen 1936-ig, amikor Fiuméban telepedett le.
Miután a fasiszta Olaszország 1939 áprilisában megszállta Albániát és elűzte Zogut, 1939 augusztusában Korça is hazatért. 1940-ben az államtanács tagjaként törvénykezési kérdésekkel foglalkozott, egyidejűleg 1940–1941-ben történészként részt vett a Királyi Albanológiai Intézet tevékenységében. 1941. december 3-a és 1943. január 4-e között Mustafa Kruja kormányában vezette az oktatásügyi tárcát. 1943 októberében szülővárosa képviseletében megválasztották az albán nemzetgyűlés tagjává, de Korça nem vette át a mandátumát, 1944-ben viszont ismét bekerült az államtanácsba. A második világháború végóráiban, 1944. november 16-án a hatalmat átvenni készülő kommunisták letartóztatták Korçát, és a háborús bűnökben ítélkező különbíróságuk 1945 áprilisában a nép ellenségeként életfogytiglani szabadságvesztésre ítélte. Korça burreli börtönében, a rabok tiltakozó éhségsztrájkja következtében fellépő komplikációkba halt bele 1959. július 27-én, hatvanhat éves korában.